# Sant Sebastià d'Argentona
Sant Sebastià d'Argentona és una capella barroca d'Argentona (Maresme) inclosa a l'Inventari del Patrimoni Arquitectònic de Catalunya.

## Descripció
És una capella situada dalt un turonet, tocant amb les últimes cases del Carrer Gran, molt a prop de la carretera de Granollers. Per la seva estructura probablement la seva construcció és de mitjans del segle xvi. És molt freqüent trobar capelles d'aquestes característiques als afores dels pobles, amb un contingut més votiu. El tractament de portes i finestres és molt senzill, així com el petit campanaret que contrasta amb la farga de la capella.

## Història
Fundat el seu benefici sota l'advocació dels Sants Sebastià i Ignoscenti per Anton Lentisclà el 1532, el dret de patronat el retingué la pròpia família Lentisclà del veïnat de Clarà. Entre 1829 i 1830 serví de parròquia al poble amb el trasllat del santíssim Sacrament, ja que Sant julià es considerà profanat arran d'una batussa de dos escolanets dins del temple. Durant les diferents epidèmies hagudes en el segle xix, els argentonins han celebrat funcions religioses en acció de gràcies a Sant Sebastià, per haver-se vist lliurada la vila d'elles.